# Thigh Gap

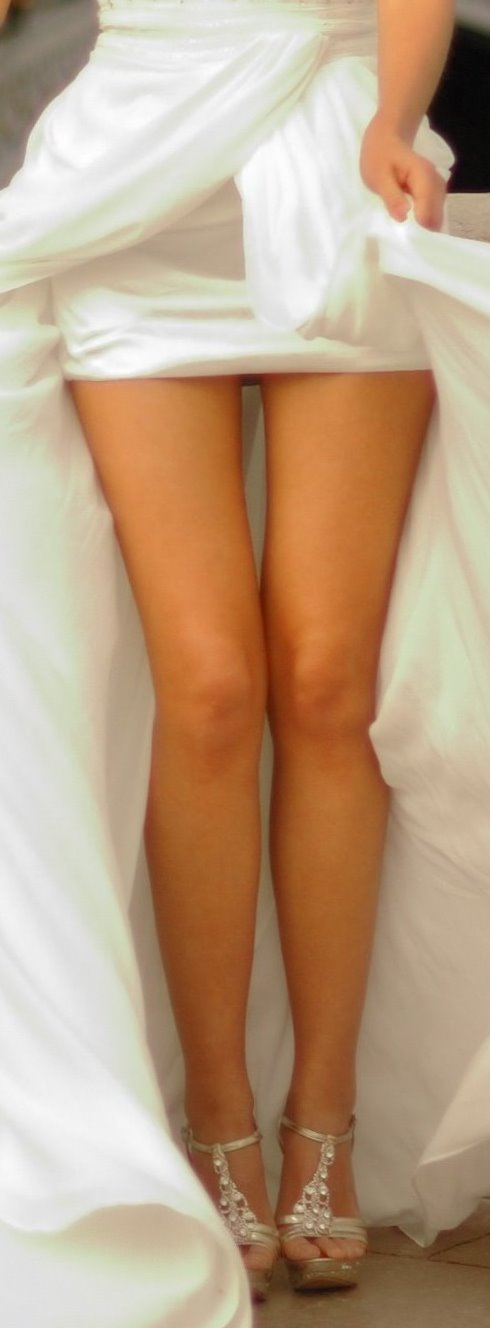
Thigh Gap

Als Thigh Gap, auch Oberschenkellücke, wird bei Frauen ein durchgängig auftretender Freiraum zwischen den Innenseiten der Oberschenkel bezeichnet, der auch dann auftritt, wenn sich die Knie oder Füße beim aufrechten Stehen berühren. In der englischen Sprache bedeuten thigh der Schenkel und gap die Lücke.
Das Vorhandensein einer Thigh Gap und die Größe der Lücke zwischen den Oberschenkeln haben mit der Anatomie, den Muskeln und dem Knochenbau zu tun, sodass auch normalgewichtige Frauen eine Thigh Gap haben können. Je nach Stellung des Beckens kann die Lücke wiederum sehr unterschiedlich ausfallen. So kann ein breites Becken Ursache für eine breitere Thigh Gap sein, während diese bei einem schmalen Becken „vor dem Erreichen eines gefährlichen Untergewichts“ möglicherweise gar nicht auftritt.
„Die Oberschenkel-Lücke symbolisiert den knabenhaften Mädchentyp“, befand der Stern. Das Schönheitsideal der Oberschenkellücke wird als unnatürlich und „neuer Magertrend“ bezeichnet und als Weg zu Essstörungen und Magersucht gesehen.
Dass ein Thigh Gap in Ländern oder zu Zeiten mit einer Hungersnot häufiger anzutreffen ist und dass auch Männer betroffen sein können, wird unterschiedlich thematisiert. Auch haben Menschen mit O-Beinen häufiger und Menschen mit X-Beinen seltener eine Oberschenkellücke.